# Pardosa manubriata
Pardosa manubriata là một loài nhện trong họ Lycosidae.
Loài này thuộc chi Pardosa. Pardosa manubriata được Eugène Simon miêu tả năm 1898.